# 유리나방상과
유리나방상과(Sesioidea)는 유리나방(유리나방과) 및 카스트니아나방(카스트니아과), 작은곰나방(브라코데스과) 등을 포함하는 나방 상과이다. 앞의 2개 과는 머리와 가슴 부분의 형태와 식물의 속을 파먹는 심식충으로 자매군을 형성하는 반면에, 브라코데스과 나방은 잎 표면을 먹는 것으로 알려져 있다(Edwards et al., 1999). 유리나방상과는 굴벌레나방상과의 자매군으로 간주하고 있으며, 굴벌레큰나방과 표범나방 등을 포함하고 있다.

## 분류
- 유리나방과 (Sesiidae)
- 카스트니아과 (Castniidae)
- 브라코데스과 (Brachodidae)